# Лобановський назавжди
«Лобановський назавжди» — український документальний фільм, знятий Антоном Азаровим. Світова прем'єра стрічки відбулася 12 червня 2016 року на Шеффілдському міжнародному документальному кінофестивалі, а в Україні — 1 грудня 2016 року. Фільм розповідає про видатного українського футбольного тренера Валерія Лобановського в період від 1960-х років до останнього виходу на поле.

## Виробництво
В основу фільму лягли архівні матеріали, розповіді футболістів, тренерів, функціонерів і митців сучасності, таких як Андрій Шевченко, Олег Блохін, Мішель Платіні, Ігор Бєланов, Йожеф Сабо, Сергій Ребров і Карло Анчелотті. Зйомки почались у січні 2015 року.